# Davide Tovo
Davide Tovo (ur. 3 sierpnia 1972 w Adrii) – włoski siatkarz występujący obecnie w Serie A, w drużynie Sempre Volley Padwa. Gra na pozycji środkowego. Mierzy 202 cm. 6-krotny reprezentant Włoch.

## Kariera
- 1989–1990  Transpack Padwa
- 1990–1997  Sempre Volley Padwa
- 1997–2000  Com Cavi Napoli
- 2000–2001  Videx Grottazolina
- 2001-  Sempre Volley Padwa

## Sukcesy
- Puchar CEV: 1994